# Cantonul Mesvres
Cantonul Mesvres este un canton din arondismentul Autun, departamentul Saône-et-Loire, regiunea Burgundia, Franța.

## Comune
| Comune                  | Populație (1999) | Cod poștal | Cod INSEE |
| ----------------------- | ---------------- | ---------- | --------- |
| La Boulaye              | 117              | 71320      | 71046     |
| Brion                   | 349              | 71190      | 71062     |
| Broye                   | 812              | 71190      | 71063     |
| La Chapelle-sous-Uchon  | 194              | 71190      | 71096     |
| Charbonnat              | 240              | 71320      | 71098     |
| Dettey                  | 99               | 71190      | 71172     |
| Laizy                   | 646              | 71190      | 71251     |
| Mesvres                 | 839              | 71190      | 71297     |
| Saint-Eugène            | 176              | 71190      | 71411     |
| Saint-Nizier-sur-Arroux | 115              | 71190      | 71466     |
| La Tagnière             | 272              | 71190      | 71531     |
| Uchon                   | 95               | 71190      | 71551     |